# ダテナオト
ダテナオト（1977年 - ）は、日本のイラストレーター、漫画家、イラスト講師。神奈川県茅ヶ崎市在住。
2012年頃よりイラストや漫画制作技法をオンラインによるマンツーマン指導を行うという事業を行っており、同種の業態においては日本で最も初期に開始されたものに相当する。
また、2018年にはマイナビ出版より『イラスト解体新書』を発売。同著のヒットにより、同社からその後も複数の技法書を発売するようになると共に、近年における「イラスト技法書ブーム」の火付け役ともなった。近年では「オフライン教室」という名義で直接対面方式の講座やオンラインサロンなども開設している。
元は漫画家として2000年代前半に『COMIC阿吽』において「真海」という名義で活動を行っていたが、後述する盗作行為が発覚した事により原稿制作依頼が途絶えた為、同名義としての漫画家活動を終了することになった。その後、趣味で行っていたイラスト講師業が軌道に乗ったことからこの方面での活動に注力するようになった。また2012年頃にはニコニコ動画でMMDを用いたオリジナルアニメーション「慟哭のナイトメア」の制作なども行っており、3Dアニメーション制作の先鞭をつけている。

## 生い立ち
福岡県出身。企業家の息子として生まれる。後に父親の会社は、バブル期以降の無理な経営が原因となって業績が悪化して破産することになり、これが後述の盗作行為の遠因となった。
幼少期はクラス内ではイラストを描いたりしつつ、比較的活発な性格だったが、宮﨑勤事件がキッカケとなって一挙にオタクの扱われ方が激変し、そうした趣味を表立って表明することが不可能となった為、陸上部やラグビー部などに所属するなどして趣味を隠していたとのこと。
九州産業大学中退。大学在学中に漫画家の六道神士のアシスタントになったことから本格的に創作活動を開始する。大学中退後はアシスタント業や様々な職に就く最中に『COMIC阿吽』に投稿した作品が受賞したことにより漫画家としての活動を開始する。

## 漫画家
「真海」名義で『COMIC阿吽』にて2002年頃から活動を開始する。当初は月間連載。後に隔月連載の形で定期的に掲載されていた。作品のジャンルは多岐にわたり、中堅どころの作家としては一定の人気を博しており、単行本も成人向けとしては珍しく増刷が掛かる人気があった。
しかし活動開始の時点で、破産した父親の借金を背負っていた事や、医療事故によりC型肝炎に罹患（フィブリノゲン製剤の投与によりC型肝炎ウイルスに感染）した母親の医療費等を捻出していた事から（当時は保険適用外による自由診療）生活は極めて困窮しており、こうした資金を捻出しようとした焦りから、制作時間短縮を狙って他作家の原稿をトレースするなどの盗作行為を行っていた（後に母親は肝ガンにより死去する）。
後にこれらが原因となって原稿制作依頼が途絶え、漫画家としての活動は事実上終了せざるを得なくなった。数年にわたって賠償を行ったものの、批判や糾弾と自責の念もあり一時は創作活動自体を中断していた。

## イラスト講師
漫画家として活動していた頃から「ピアノや習字教室はあるのに、漫画の描き方を教える教室というのが少ないのは何故だろう？」という疑問から、2012年頃よりオンラインを通じて漫画やイラストの制作技法を一対一で教える個別指導を行うようになった。こうした活動は日本国内において行われたものとしては最も初期に開始された活動と言われており、近年では一般的になった漫画やアニメの技法・テクニックを解説するという業種のはしりと言える。
当初はオンライン配信などで雑談などを交えながら比較的小規模、身内をターゲットとした趣味の活動だったが、徐々に生徒数が増加し、最終的には作家業から講師業を主軸とすることになった。ただし、同人誌などの活動や、単発のイラストレーター業などは現在も行っている。またゲームキャラクターデザイン、NBCユニバーサルコンセプトデザインなどの活動も行っており、講師業のみを行っているというわけではない。こうした活動は徐々に話題になり、2018年にはマイナビ出版から「イラスト解体新書」を共著で発売。これが技法書としては異例とも言える長期にわたるヒットとなり、イラスト講師業として活動するようになる。現在もマイナビ出版から続編を含めていくつかの著作を発売している。
近年の講義スタイルは主にSkypeやDiscordなどのチャットアプリを用いた一対一方式のものが主体となっている。また、こうした活動を発展させ、直接対面方式のオフライン教室や、オンラインサロン「ダテ式お絵描きゼミ」なども運営しており、後発の教育に尽力するようになった。
過去の盗作に関しての批判は現在も時折あるらしく、実際に検索を行うと情報は複数ヒットする。この件に関しては近年になって「自身に過失があることは当然だが、事件から十数年経過してもなお、明らかに暴露や嫌がらせの意図をもって無関係な人物が面白半分に接触してくる事に関しては思う事がある」と述べており、中には仕事先や関係者に対して行われる脅迫に近いものも存在しているとのこと。
同時に「批判そのものは事実である以上受け入れるが、違法行為に該当するものや、実害が発生した場合は対応する」という旨の事を述べており、実際に法的措置を行っている。また、こうした批判の際に言われる「『クロスハンター』の漫画版を制作した漫画家のカイマコト（同様に盗作行為で騒動となった人物）と同一人物」という説に関しては、本人が否定している。(※カイマコトのデビューは1996年。当時のダテはまだ未成年となる。)また「過去を隠している訳では無い」とのことで、公式HPには専用のページを設けるなど、「しくじり先生」と称し上述した過去に関しては自ら積極的に発言している。

## 著作
真海名義
- Sweet・jum（セラフィンコミックス）
- 性恋（セラフィンコミックス）
- 脳内測定（セラフィンコミックス）
- 机上の空論（セラフィンコミックス）

志水結女名義
- 小春日和っ！（モバスペBOOK）

ダテナオト名義
- イラスト解体新書（マイナビ出版）
- イラスト 光と色彩 解体新書（マイナビ出版）
- ダテ式おえかき塾 90日間で変わる画力向上講座（マイナビ出版）
- デジタルツールで描く！ 服のシワと影の描き方（マイナビ出版）
- 考え方で絵は変わる イラストスキル向上のためのダテ式思考法（マイナビ出版）